# Muricococcum sinense
Muricococcum sinense är en törelväxtart som beskrevs av Woon Young Chun och Foon Chew How. Muricococcum sinense ingår i släktet Muricococcum och familjen törelväxter. Inga underarter finns listade i Catalogue of Life.